# Angela Rayner
Pour les articles homonymes, voir Rayner.
Angela Rayner, née Bowen le 28 mars 1980 dans le Grand Manchester, est une femme politique britannique, membre du Parti travailliste (Labour) dont elle est cheffe adjointe depuis 2020.
Le 5 juillet 2024, elle est nommée vice-Première ministre et secrétaire d'État au Logement, aux Communautés et aux Collectivités locales dans le gouvernement de Keir Starmer, après avoir été cheffe adjointe de l'opposition.

## Parcours
Syndicaliste et travailliste, elle est élue depuis 2015 députée pour la circonscription d'Ashton-under-Lyne, dans le comté historique de Lancashire. Elle est réélue en 2017 et en 2019.
En septembre 2014, Angela Rayner est sélectionnée comme candidate du Parti travailliste pour Ashton-under-Lyne, à la retraite de David Heyes. Elle remporte le siège aux élections générales de 2015, augmentant la majorité travailliste et sa part des voix. Elle prononce son premier discours le 2 juin 2015.[réf. nécessaire]
Chargée des questions d’éducation au sein de son parti, secrétaire d'État à l'Éducation du cabinet fantôme depuis juillet 2016, elle est désignée chef adjoint du Labour en 2020, par les membres du Parti travailliste, les syndicalistes ou les adhérents de formations socialistes affiliées au Labour, ainsi que par les citoyens ayant déboursé 25 livres sterling pour être enregistrés comme partisans.
Le 1er juillet 2016, après une série de démissions du cabinet fantôme, Jeremy Corbyn nomme Rayner au poste de secrétaire d'État fantôme à l'Éducation. Elle est considérée par certains comme une possible future dirigeante travailliste.
Lors des élections générales de 2019, Angela Rayner est réélue députée pour la troisième fois en cinq ans. Elle se présente avec succès au poste de chef adjoint, élue le 4 avril 2020, en remplacement de Tom Watson. Elle est nommée chef adjointe de l'opposition, première secrétaire d'État fantôme et présidente du Parti travailliste dans les jours suivants. En octobre 2020, Angela Rayner qualifie le député conservateur Chris Clarkson de « racaille » alors qu'il prononce un discours au Parlement. Elle s'excuse par la suite. Clarkson avait critiqué Andy Burnham, qui cherchait un soutien financier pour le Grand Manchester à la suite de l'introduction de restrictions locales sur les entreprises. La circonscription de Clarkson tombe dans les limites du Grand Manchester, tout comme celle de Rayner.
Angela Rayner est nommée au Conseil privé le plus honorable de Sa Majesté le 12 février 2021.[réf. nécessaire]
Elle est démise de ses fonctions de présidente du Parti travailliste et de coordinatrice de la campagne nationale lors d'un remaniement opéré par Keir Starmer le 8 mai 2021, à la suite des élections locales de 2021.[réf. nécessaire]
En octobre 2021, Angela Rayner déclare avoir reçu un certain nombre de menaces de mort et de messages injurieux. La police arrête un homme de 52 ans à Halifax. Elle annule un certain nombre de réunions avec ses électeurs par crainte pour sa propre sécurité. Plus tard, un homme de 36 ans du Cambridgeshire est condamné après lui avoir envoyé un e-mail menaçant. L'homme plaide coupable devant le tribunal d'avoir envoyé le courriel et est condamné à 15 semaines de prison, avec sursis pendant 18 mois. Plus tôt, en mars 2019, Angela Rayner a déclaré qu'elle avait installé des boutons de panique chez elle après que des menaces de viol et de mort lui aient été envoyées.
Le 24 avril 2022, Angela Rayner fait l'objet d'un reportage dans The Mail on Sunday, de Glen Owen, dans lequel il est allégué qu'elle a tenté de distraire Boris Johnson aux Communes en croisant et décroisant ses jambes de la même manière que Sharon Stone dans une scène du film Basic Instinct de 1992. Le reportage a été condamné par diverses personnalités politiques, y compris le Premier ministre et le président de la Chambre.
En mai 2022, Angela Rayner déclare qu'elle démissionnerait si elle était condamnée à une amende pour avoir enfreint la réglementation instaurée pendant la pandémie de Covid-19 lors de sa campagne pendant la période précédant l'élection partielle de Hartlepool et les élections locales de l'année précédente. La controverse entourant l'événement a été surnommée « Beergate ». Ils[Qui ?] ont tous deux été blanchis par la police de Durham en juillet 2022, qui a déclaré qu'il n'y avait « pas lieu de poursuivre ».

## Résultats électoraux

### Chambres des communes
| Élection          | Circonscription   | Parti | Parti        | Voix   | %    | Résultats |
| ----------------- | ----------------- | ----- | ------------ | ------ | ---- | --------- |
| Générales de 2015 | Ashton-under-Lyne |       | Travailliste | 19 366 | 49,8 | Élue      |
| Générales de 2017 | Ashton-under-Lyne |       | Travailliste | 24 005 | 60,4 | Élue      |
| Générales de 2019 | Ashton-under-Lyne |       | Travailliste | 18 544 | 48,1 | Élue      |
| Générales de 2024 | Ashton-under-Lyne |       | Travailliste | 15 575 | 43,9 | Élue      |